# Гари (приток Лири)
Га́ри (итал. Gari) или Ра́пидо (Rapido) — река в Италии.

## Описание
Небольшая итальянская река, протекает по области Лацио, провинция Фрозиноне. Исток реки находится на южных склонах горной гряды Майнарде. В районе коммуны Кассино впадает в реку Лири, в результате чего формируется объединённая река Гарильяно, которая ниже по течению образует границу между по областями Лацио и Кампания. Длина реки — 32 км.